# Латипов, Жасурбек Мадаминжон угли
Жасурбе́к Лати́пов (узб. Jasurbek Latipov; 15 сентября 1991 года) — узбекистанский боксёр, чемпион в весовой категории до 52 кг среди мужчин по боксу на Чемпионате Азии 2017 в Ташкенте. Двукратный призёр Чемпионатов мира (2011, 2013) в Баку и Алма-Ате, бронзовый призёр Летней Универсиады 2013 в Казани, участник Летних Олимпийских игр в Лондоне. Также является победителем и призёром ряда национальных и международных турниров по боксу.